# Große vereinheitlichte Theorie
Als große vereinheitlichte Theorie (englisch Grand Unified Theory, GUT; auch Grand Unification) wird in der Physik eine Feldtheorie bezeichnet, die drei der vier bekannten physikalischen Grundkräfte vereinigt, nämlich die starke Wechselwirkung, die schwache Wechselwirkung und die elektromagnetische Wechselwirkung (nicht aber die Gravitation).
Mit der GUT nimmt man an, dass diese Grundkräfte zum Zeitpunkt des heißen Urknalls eine einzige Kraft waren. Nach der Abkühlung des Universums hätte sich diese einzige Kraft in die drei genannten Kräfte aufgespalten. Voraussetzung dazu wäre der GUT nach, dass die starke Wechselwirkung (auch starke Kernkraft genannt) bei hoher Energie schwächer wird, wohingegen die elektromagnetische und die schwache Wechselwirkung bei hoher Energie stärker werden. Man spricht in diesem Zusammenhang davon, dass das aus der Theorie der starken Wechselwirkung (Quantenchromodynamik) bekannte Phänomen der asymptotischen Freiheit bei der elektromagnetischen und der schwachen Wechselwirkung nicht auftritt. Bei einer bestimmten, sehr hohen Energie hätten der GUT nach dann alle drei Kräfte die gleiche Stärke und könnten sich als verschiedene Aspekte einer einzigen Kraft erweisen. Die große vereinheitlichte Theorie sagt weiter voraus, dass bei dieser Energie alle Materieteilchen mit Spin ½ (Fermionen), zum Beispiel Elektronen und Quarks, im Wesentlichen gleich seien.
Im engeren Sinn versteht man unter GUT die Vereinigung der Eichtheorien des Standardmodells (SU(3)C der Quantenchromodynamik, SU(2)I × U(1)Y der elektroschwachen Wechselwirkung) in einer übergeordneten Eichgruppe. Viele solche Modelle, besonders SU(5) und SO(10), aber auch exotische Liegruppen bis zu E(8) wurden, beginnend mit der Durchsetzung des Standardmodells in den 1970er Jahren, untersucht. Dabei steht SU für die spezielle unitäre Gruppe, U für die unitäre Gruppe, O für die orthogonale Gruppe und SO für die spezielle orthogonale Gruppe. Bezieht man die Supersymmetrie ein, ergeben sich weitere Möglichkeiten. Die Tatsache, dass sich die gleitenden Kopplungskonstanten der Eichtheorien des Standardmodells nur für supersymmetrische GUTs bei einer Energieskala relativ genau treffen, wird als Argument für Supersymmetrie gesehen.
Die Energieskala der großen Vereinheitlichung liegt bei 1025 eV gleich 1016 GeV, wobei 1 GeV etwa der Protonenmasse entspricht. Diese Energien sind in irdischen Beschleunigerexperimenten nicht zu erreichen (der Large Hadron Collider erreicht in seinen höchsten Ausbaustufen 13 000 GeV gleich 13 TeV Schwerpunktsenergie, was um einen Faktor von 10 Billionen kleiner ist). Eine Möglichkeit, die Existenz einer vereinheitlichten Kraft dennoch zu prüfen, sind Protonenzerfälle, die von nahezu allen vereinheitlichten Theorien vorhergesagt werden. Durch das bisherige Ausbleiben eines Nachweises solcher Zerfälle in Detektoren wie Super-Kamiokande konnten bereits die einfachsten GUT-Modelle (minimale SU(5) Theorie, SO(10) ohne Supersymmetrie) ausgeschlossen werden. Die untere Grenze für die Lebensdauer liegt nach den Super-Kamiokande Ergebnissen von 2017 bei 1,6·1034 Jahren (Zum Vergleich: Alter des Universums: 1,4·1010 Jahre). Der Ausschluss der minimalen SU(5) Theorie, der ersten vorgeschlagenen vereinheitlichten Theorie (von Howard Georgi, Sheldon Glashow), geschah schon 1996. Es gibt aber noch einige GUTs, die weiter in Frage kommen, wie geflippte SU(5) (entwickelt von Dimitri Nanopoulos, Stephen Barr und anderen in den 1980er Jahren) oder minimale supersymmetrische SU(5) von Howard Georgi und Savas Dimopoulos (1981).
Zur vollständigen Beschreibung aller bekannten physikalischen Phänomene müsste diese Vereinigung auch die vierte Grundkraft, die Gravitation, mit der allgemeinen Relativitätstheorie einbeziehen. Eine solche Theorie, die Quantenphysik und Gravitationstheorie vereint (Quantengravitation), bezeichnet man als „Weltformel“ (engl. „Theory of Everything“). Kandidaten sind beispielsweise die Stringtheorie oder vielmehr die Vereinheitlichung der fünf Stringtheorie-Approximationen, die sogenannte M-Theorie, die auch die Supergravitation umfasst, und die Schleifenquantengravitation.
| Fundamentale Wechselwirkungen und ihre Beschreibungen (Theorien in frühem Stadium der Entwicklung sind grau hinterlegt.) |                                       |                                                 |                                   |                         |                                |
| | Starke Wechselwirkung                 | Elektromagnetische Wechselwirkung               | Elektromagnetische Wechselwirkung | Schwache Wechselwirkung | Gravitation                    |
| klassisch |                                       | Elektrostatik                                   | Magnetostatik                     |                         | Newtonsches Gravitationsgesetz |
| klassisch | Elektrodynamik                        | Elektrodynamik                                  | Allgemeine Relativitätstheorie    |                         |                                |
| quanten- theoretisch | Quantenchromodynamik (Standardmodell) | Quantenelektrodynamik                           | Quantenelektrodynamik             | Fermi-Theorie           | Quantengravitation (?)         |
| quanten- theoretisch | Quantenchromodynamik (Standardmodell) | Elektroschwache Wechselwirkung (Standardmodell) |                                   |                         | Quantengravitation (?)         |
| quanten- theoretisch | Große vereinheitlichte Theorie (?)    |                                                 |                                   |                         | Quantengravitation (?)         |
| quanten- theoretisch | Weltformel („Theorie von Allem“) (?)  |                                                 |                                   |                         |                                |